# Havasupai-reservatet
Havasupai-reservatet er et indianerreservat, som har hovedsæde i byen Supai, Arizona, USA.
Beliggenhed: 426 km nordvest for Phoenix i Coconino County, ca. 1.670 meter fra kanten af Grand Canyon. Reservatet ligger i Cataract Canyon, som er en sidekløft til Grand Canyon og som kun er tilgængelig via en 13,5 km lang gangsti.
Stamme: Havasupai-indianere (stammen er kendt som "People of the Blue-Green Waters"). Kendt for: Kurvevævning og perlefremstilling.